# RNC栗林南中継局

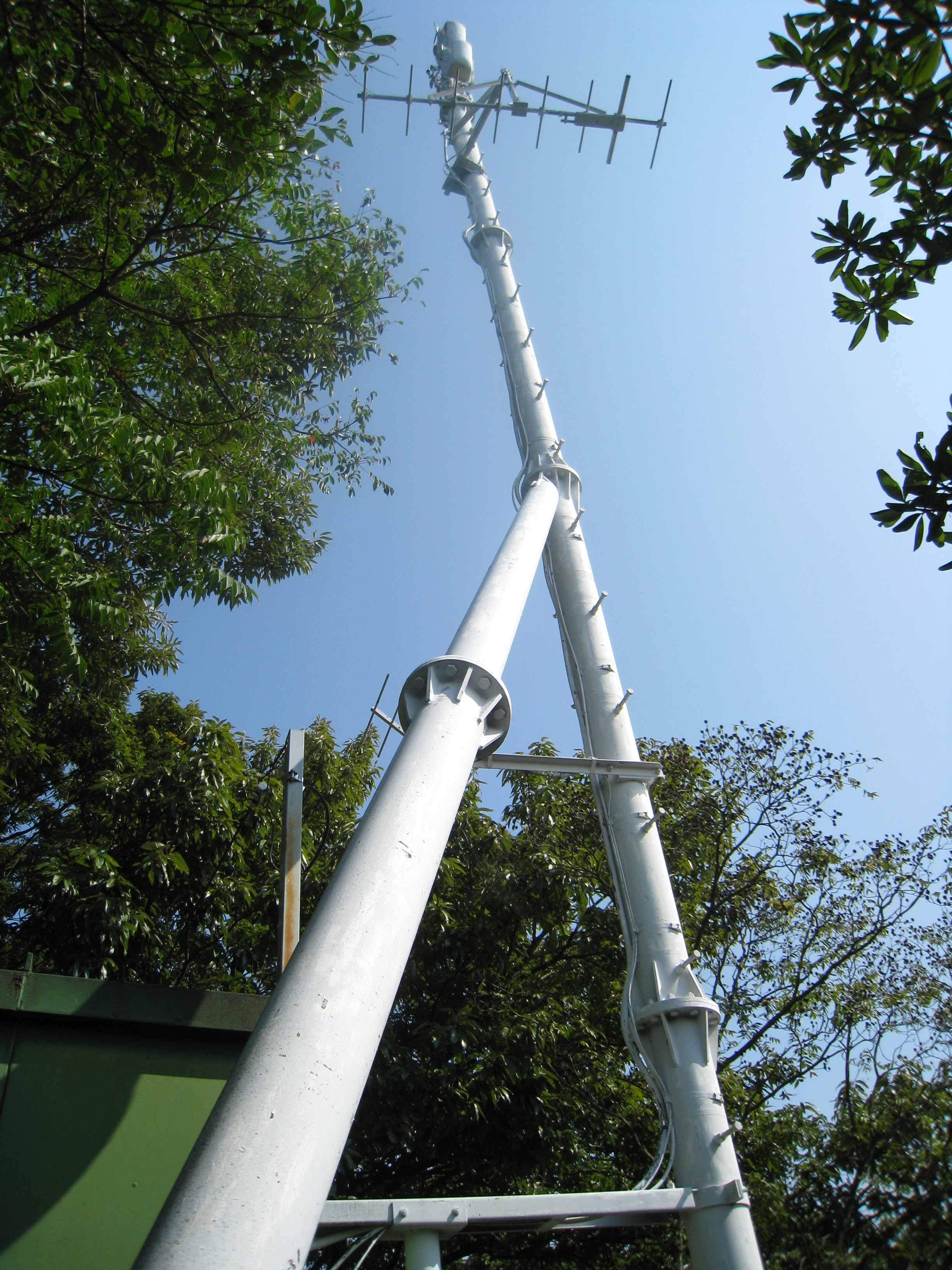
送信塔

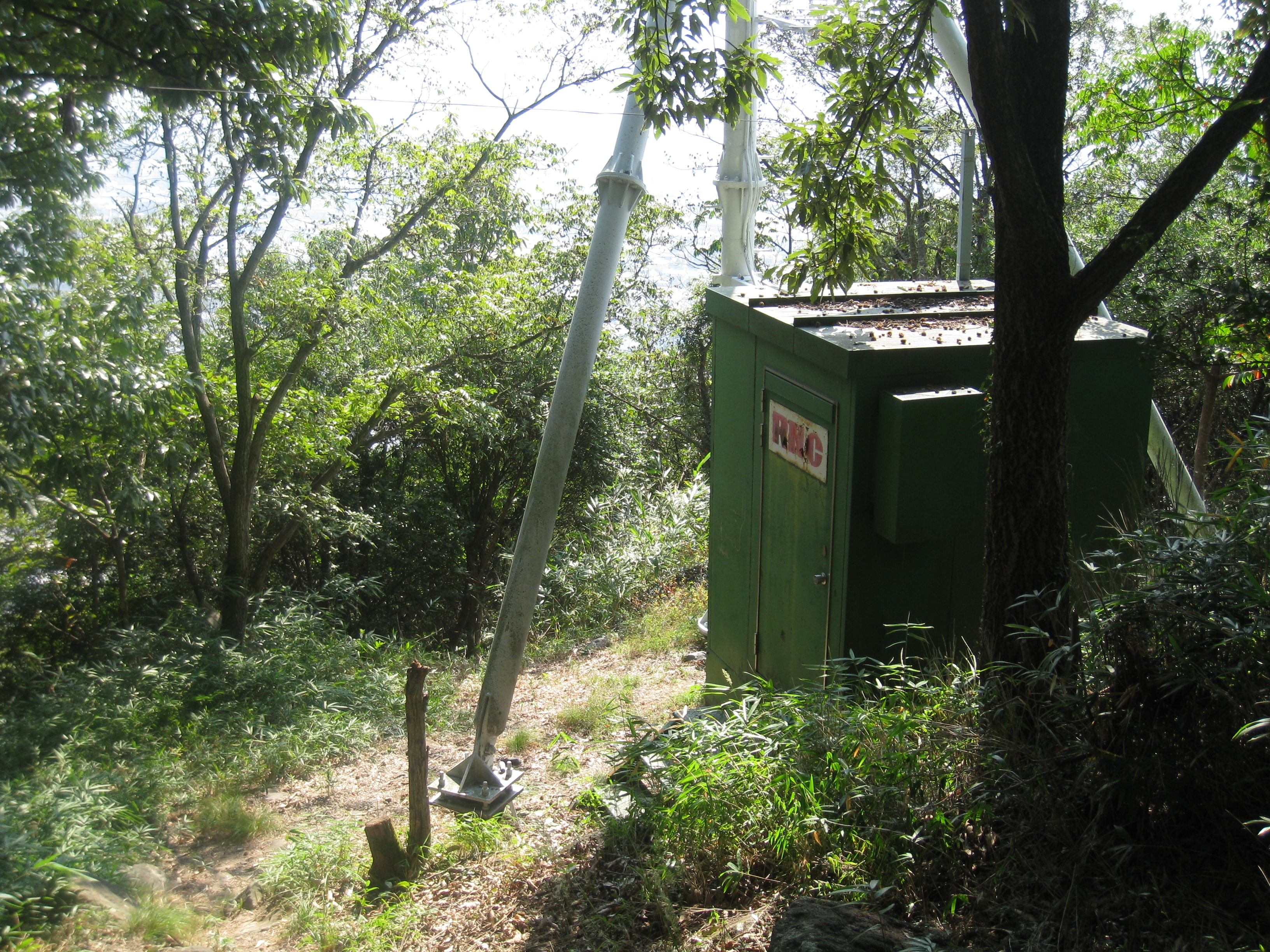
局舎

RNC栗林南中継局（アールエヌシーりつりんみなみちゅうけいきょく）は、香川県高松市の室山に置かれていた西日本放送のアナログテレビジョン放送の小規模中継局である。アナログ放送専用の中継局であるため2011年（平成23年）7月24日のアナログ放送停波に伴って廃止された。

## 放送区域
この中継局の電波法に定める放送区域（3mv/m）は香川県高松市花ノ宮町、上之町、室町、東ハゼ町及び西ハゼ町の全域並びに室新町、紙町、松並町、西春日町のほぼ全域並びに栗林町3丁目、桜町2丁目、田村町、三条町及び伏石町の各一部、約5,700世帯である。
高松市本庁地区の栗林町の一部のほか、鶴尾地区の大部分を放送区域としている。
なお、この局は西日本放送の電波しか出していないため、NHKと西日本放送も含む民放は、前田山送信所からの電波を受信している。又、デジタルテレビ放送も同様となる。
そのような理由からこの中継局にアンテナを向ける世帯は皆無に等しいが、鶴尾地区からは多くの世帯が受信する前田山とUHFアンテナの方向がほぼ同じのため、この中継局も前田山と同様かそれ以上に鮮明に視聴できる世帯も多い。

## 歴史
- 1971年（昭和46年）12月21日 - 開局。
- 2011年（平成23年）7月24日 - アナログ放送停波に伴い廃局。

1970年頃まだ前田山中継局（前田山送信所）はなく、高松市周辺で西日本放送を視聴するためには当時の五色台青峰送信所にアンテナを向ける必要があったが、この地域から五色台までは峰山、清願寺山が"Г"字型に立ちはだかり障害となって電波が阻まれる環境にあった。そこでそれを解消する目的で1971年（昭和46年）12月21日、"Г"字型の東端にあたる室山にこの中継局が開局した。なお同時に栗林北中継局も開局している。
その後1986年（昭和61年）9月17日に五色台青峰送信所は岡山県玉野市の金甲山送信所に移転、それに先立ち1985年（昭和60年）3月27日に前田山中継局（前田山送信所）が開局し、この地域でも障害物の無い前田山から良好な電波を受信できるようになった。前田山を受信すれば西日本放送を含めたテレビ全局を受信できるため、あえてアンテナをこの栗林南中継局へ向ける必要性は薄くなり、段階的にこの中継局へアンテナを向ける世帯は減少、アナログ放送が終了する頃になるとほとんど皆無になった。
そのためデジタル放送移行に際してはこの中継局にデジタル局は置局はされず、前田山の受信に一本化されるため、この中継局は2011年（平成23年）7月24日をもって廃止された。
この地域全体の電波の変遷は岡山県・香川県の放送を参照

## 施設
- 中継局は室山の山頂ではなく山頂付近南側に存在する。室山には地上からの道路が一切ないので、中継局に行くは何人も登山道を徒歩で登らなければならない。山頂から中継局は目と鼻の先にあるが、南に少し下がった場所に位置し、なおかつ樹木が生い茂っているため山頂からは発見しにくい。
- また室山は東半分が栗林公園の借景になっているため、その景観を損ねないよう中継局は栗林公園からは見えない位置に存在している。
- この中継局自体小規模なので施設周辺に囲いやバリケードなどは一切なく、登山道からも送信柱真下まで容易に近寄ることが出来る。局舎は全体が緑色に塗られた非常に小さな小屋であり、ドアには赤字でRNCと書かれた表札が掲げられている。そこから送信柱「14P-5DT型円管鉄柱」が立っている。送信アンテナは2L双ループアンテナ2段2面。

### 地上アナログテレビジョン放送送信設備
| チャンネル                            | 放送局名              | 空中線電力       | ERP             | 放送対象地域  | 放送区域内世帯数 |
| ------------------------------------- | --------------------- | ---------------- | --------------- | ------------- | ---------------- |
| 61-                                   | RNC西日本放送栗林南局 | 映像10W/音声2.5W | 映像49W/音声12W | 香川県･岡山県 | 約5,700世帯      |
| ※指向性あり ※61chはオフセット-10kHz局 |                       |                  |                 |               |                  |